# Regillio Nooitmeer
Regillio Nooitmeer (ur. 16 lipca 1983 w Rotterdamie) – urodzony w Holandii haitański piłkarz, grający na pozycji obrońcy.

## Kariera klubowa
Nooitmer profesjonalną karierę rozpoczął w klubie FC Dordrecht, w którym występował do 2004 roku. W kolejnych latach bardzo często zmieniał klub. Grał w szwajcarskim FC Luzern, niemieckim VfR Aalen, belgijskim Verbroedering Meerhout, grającym w niższych ligach holenderskich XerxesDZB i Neptunus Rotterdam, irlandzkim Galway United F.C., ponownie Neptunus Rotterdam oraz Leonidas Rotterdam. Na początku 2010 roku podpisał umowę z fińskim zespołem FC Haka, po dwóch latach przeniósł się na Maltę, w Birkirkara FC spędził jednak tylko pół roku i zagrał ledwie w jednym meczu. Kolejne pół roku spędził w holenderskim klubie Leonidas Rotterdam, na początku 2013 roku zaś powrócił do fińskiej drużyny FC Haka.

## Kariera reprezentacyjna
W reprezentacji Haiti zadebiutował w 2008 roku.